# Steinmeteorit

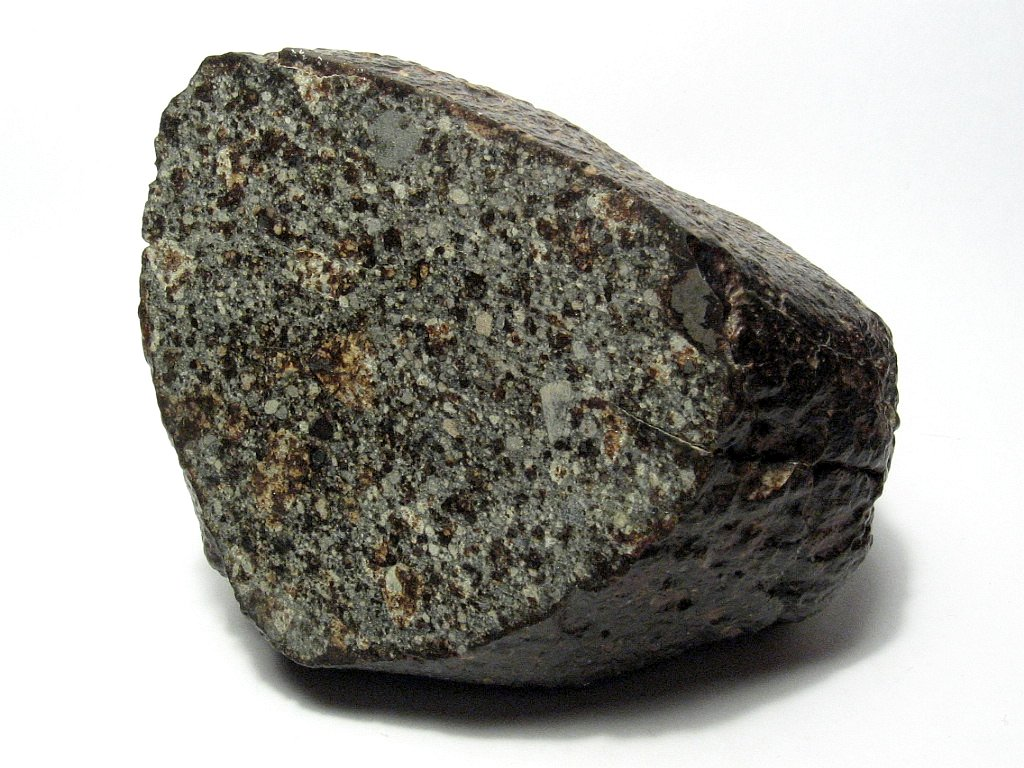
Bruchstück des Steinmeteoriten NWA 869

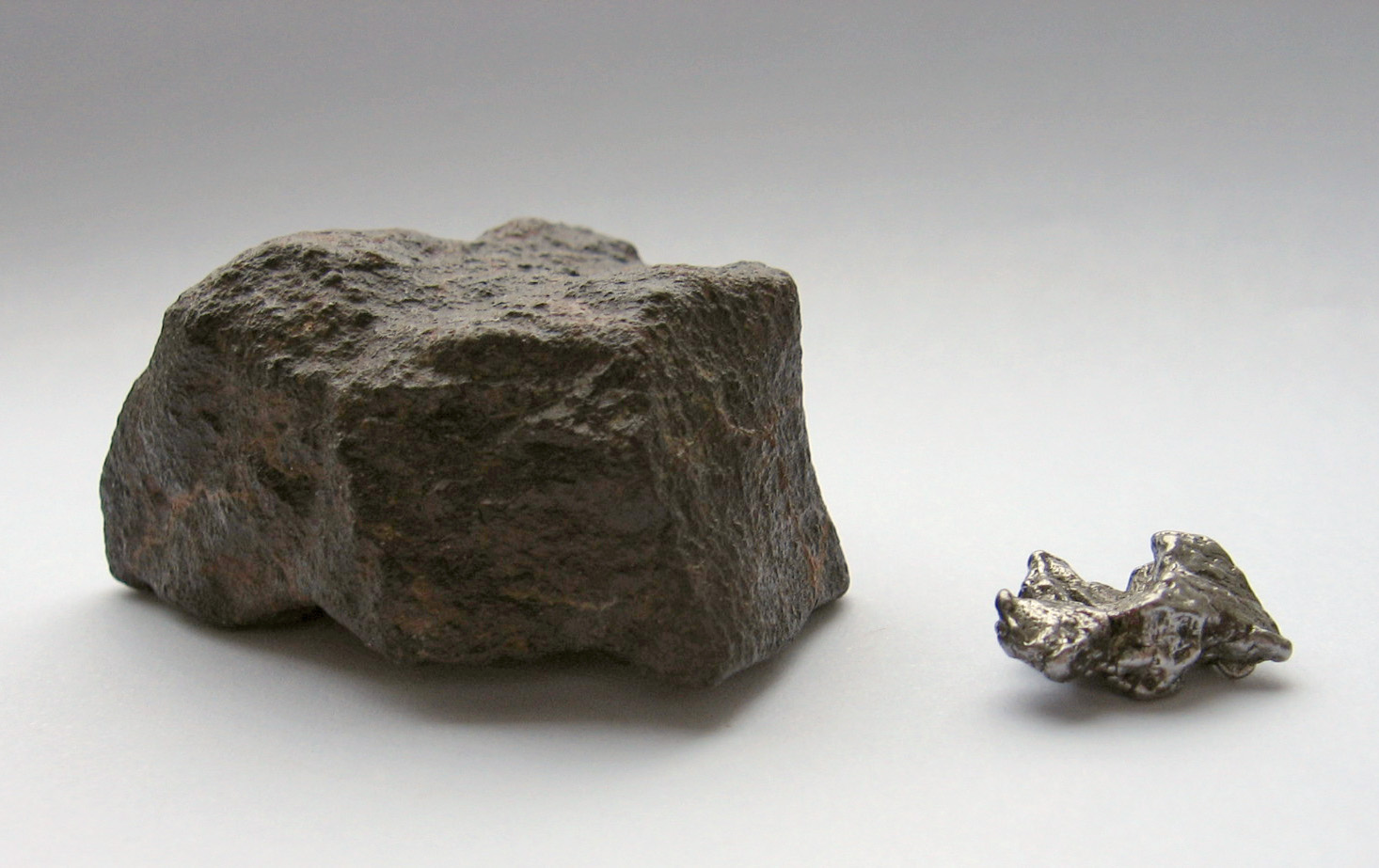
Vergleich Steinmeteorit (Fundort Marokko) und Eisenmeteorit (Fund 1576 / Argentinien)

Steinmeteoriten machen 94 % der Anzahl aller Meteoriten aus. Sie bestehen hauptsächlich aus Pyroxen-, Olivin- und Plagioklas-Mineralen. Unterteilung:
- die meisten Steinmeteoriten (86 % aller Meteoriten) enthalten Schmelzkügelchen (Chondren) und werden deshalb als Chondrite bezeichnet.
- Steinmeteoriten ohne Chondren kommen ziemlich selten vor (drei Prozent aller Meteoriten), sie werden Achondrite genannt.

Obwohl Steinmeteoriten häufiger vorkommen als Eisenmeteoriten, sind sie meist schwieriger zu identifizieren, weil sie irdischen Steinen sehr viel stärker ähneln und rascher verwittern als Eisenmeteoriten. Eine objektive Bestimmung der Häufigkeit ist deshalb in ungewöhnlichen Umgebungen wie der Antarktis oder steinarmen Steppengebieten wie Teilen des US-Bundesstaats Kansas sehr viel einfacher.